# Karen Beauchemin
Karen Beauchemin, née en 1956 à Montréal, est une chercheuse scientifique dans le domaine de l'agriculture et l'agroalimentaire. 
Elle a travaillé comme scientifique au gouvernement fédéral du Canada sur le développement de connaissances et technologies nutritionnelles pour l'industrie bovine et laitier avec comme objectif d'améliorer la production tout en réduisant les impacts environnementaux. 
Ses principaux intérêts de recherches sont :
- l’atténuation des émissions de méthane entérique et d’autres gaz à effet de serre produites par les ruminants[2],
- l’amélioration de l’écologie du rumen et de l’utilisation des fibres à l’aide d’enzymes et d’additifs alimentaires[3],
- la réduction de l’acidose ruminale (une affection nutritionnelle) chez les vaches laitières et les bovins d’engraissement[4],
- et l’optimisation de la digestion et de l’utilisation des aliments.

Pour ses travaux, elle a reçu une série de prix dont ceux de la Société canadienne de science animale (en 1994, 2009 et 2014), de l’American Dairy Science Association (en 2005 et 2010), de l’Académie chinoise des sciences (de 2011 à 2013) et de l’Académie royale d’agriculture et de sylviculture de Suède à Stockholm (prix Bertebos en 2011).

## Biographie
Karen Beauchemin naît en 1956 à Montréal, au Canada. Elle grandit en Nouvelle-Écosse, où elle vit jusqu’à l’âge de 10 ans, avant de déménager au Québec avec sa famille. Au cours de ses études, elle s'oriente vers une carrière en sciences animales. Elle obtient un baccalauréat en agriculture avec distinction de l’Université McGill en 1978, une maîtrise en nutrition des animaux de l’Université Laval en 1982 et un doctorat en nutrition des ruminants avec distinction de l’Université de Guelph en 1988.
Elle épouse Sean McGinn en 1983, et de leur union naissent deux filles. Elle et son mari vivent à Lethbridge, en Alberta.[réf. nécessaire]

## Carrière
Avant son doctorat, elle exerce en tant que nutritionniste pour les bovins de boucherie et les bovins laitiers auprès des industries et fabricants des aliments pour animaux. En 1988, elle commence sa carrière scientifique au Centre de recherche d’Agriculture et Agroalimentaire Canada situé à Lethbridge, en Alberta. Elle a également été professeure auxiliaire à l’Université de la Colombie-Britannique, puis à l’Université de l’Alberta et à l’Université de la Saskatchewan[réf. nécessaire]. 
Elle met en place un vaste programme de recherche[réf. nécessaire] visant à améliorer l’utilisation des aliments par le bétail, axé sur la fonction ruminale et la digestion des aliments, la prévention de l’acidose, les fibres physiquement efficaces, l’utilisation des céréales et du fourrage, et l’atténuation des émissions de méthane entérique.
Ses travaux dans le domaine de la fonction ruminale ont mené à l’élaboration de lignes directrices[réf. nécessaire] visant à réduire l’acidose ruminale chez les vaches laitières et les bovins d’engraissement tout en maintenant des taux élevés de production animale. Elle a étudié les facteurs alimentaires qui contribuent à l’acidose ruminale subaiguë, ainsi que le rôle des fibres physiquement efficaces dans la stimulation de la fonction ruminale et de la digestion. Les résultats de ces études ont contribué à l’élaboration de recommandations sur les fibres alimentaires visant les bovins. Elle travaille également à l’amélioration de l’utilisation du fourrage par les ruminants grâce aux enzymes et à d’autres additifs alimentaires. L’objectif de ses travaux est de déterminer les mécanismes par lesquels les enzymes améliorent la digestion des aliments, afin de favoriser l’utilisation d’enzymes associées à des résultats positifs dans le secteur de l’élevage bovin.
Plus récemment[Quand ?], Karen Beauchemin a élargi son champ d’intérêt aux plus grands aspects environnementaux de l’élevage des bovins en s'intéressant aux répercussions des systèmes d’élevage de ruminants sur les émissions de gaz à effet de serre, dans le but d’élaborer des stratégies visant à réduire les émissions de méthane entérique qui découlent de la digestion des fibres par les bovins. Ses travaux ont mené à l’élaboration de nouvelles approches[réf. nécessaire] en matière de nutrition qui améliorent la qualité de l'air et réduisent l’empreinte écologique du secteur de l’élevage. En plus de freiner les émissions de gaz à effet de serre, le fait de réduire la production de méthane découlant de la digestion des aliments améliore l’efficacité du processus par lequel les vaches laitières et les bovins de boucherie convertissent les matières végétales en aliments (lait et viande) destinés aux humains.
En 2011, elle reçoit le prix Bertebos de l’Académie royale d’agriculture et de sylviculture de Suède pour son travail sur la réduction des émissions de méthane (en). Elle a consacré la somme reçue pour ce prix à un fonds de bourses d’études de l'Université des sciences et technologies Kwame-Nkrumah, au Ghana, pour promouvoir l’éducation des femmes.[réf. nécessaire]
Karen Beauchemin a été membre invitée du Comité sur les exigences nutritives des bovins de boucherie des National Academies of Sciences, Engineering and Medicine, et a participé à la 8ème édition du document Nutrient Requirements of Beef Cattle, soit les lignes directrices sur l’alimentation des bovins de boucherie en Amérique du Nord.
Depuis 1984, elle est membre active de l’American Dairy Science Association et de l’American Society of Animal Science, de même que de la Société canadienne de science animale, qu’elle a présidée en 2000-2001.[réf. nécessaire]

## Prix, études et distinctions honorifiques[1]
- 1978 : Baccalauréat ès science avec distinction
- 1988 : Doctorat (Ph. D.) avec distinction
- Durant le doctorat 1983-1988 : 
  - Bourse du Conseil de recherches en sciences naturelles et en génie (CRSNG)
  - 1er prix à la compétition entrée étudiants de la société canadienne de science animale (SCSA) pour sa présentation donnée en 1987.
- 1994 : Prix du jeune scientifique de la Société canadienne de science animale
- 2005 : Bourse de voyage de la Société japonaise pour la promotion des sciences
- 2005 : Prix Pioneer Hi-Bred Forage de l’American Dairy Science Association
- 2007 : Prix d’excellence Moisson d’or d’Agriculture et Agroalimentaire Canada
- 2008 : Prix de la George B. Caine Foundation, Utah State University,
- 2009 : Bourse Sir Frederick McMaster de la CSIRO
- 2009 : Prix d’excellence en nutrition et en sciences des viandes de la Société canadienne de science animale
- 2010 : Prix Nutrition Professionals Applied Dairy Nutrition de l’American Dairy Science Association
- 2011 : Prix Bertebos de l’Académie royale d’agriculture et de sylviculture de Suède en 2011
- 2011 - 2013 : Chaire de professeur invité pour chercheurs internationaux chevronnés de l’Académie chinoise des sciences
- 2014 : Bourse de la Société canadienne de science animale